# Rhododendron adenogynum
Rhododendron adenogynum es una especie de planta de la familia de las ericáceas. 

## Distribución y hábitat
Es originaria de Sichuan, Xizang y Yunnan en China, donde crece a una altitud de 3200–4200 metros. 

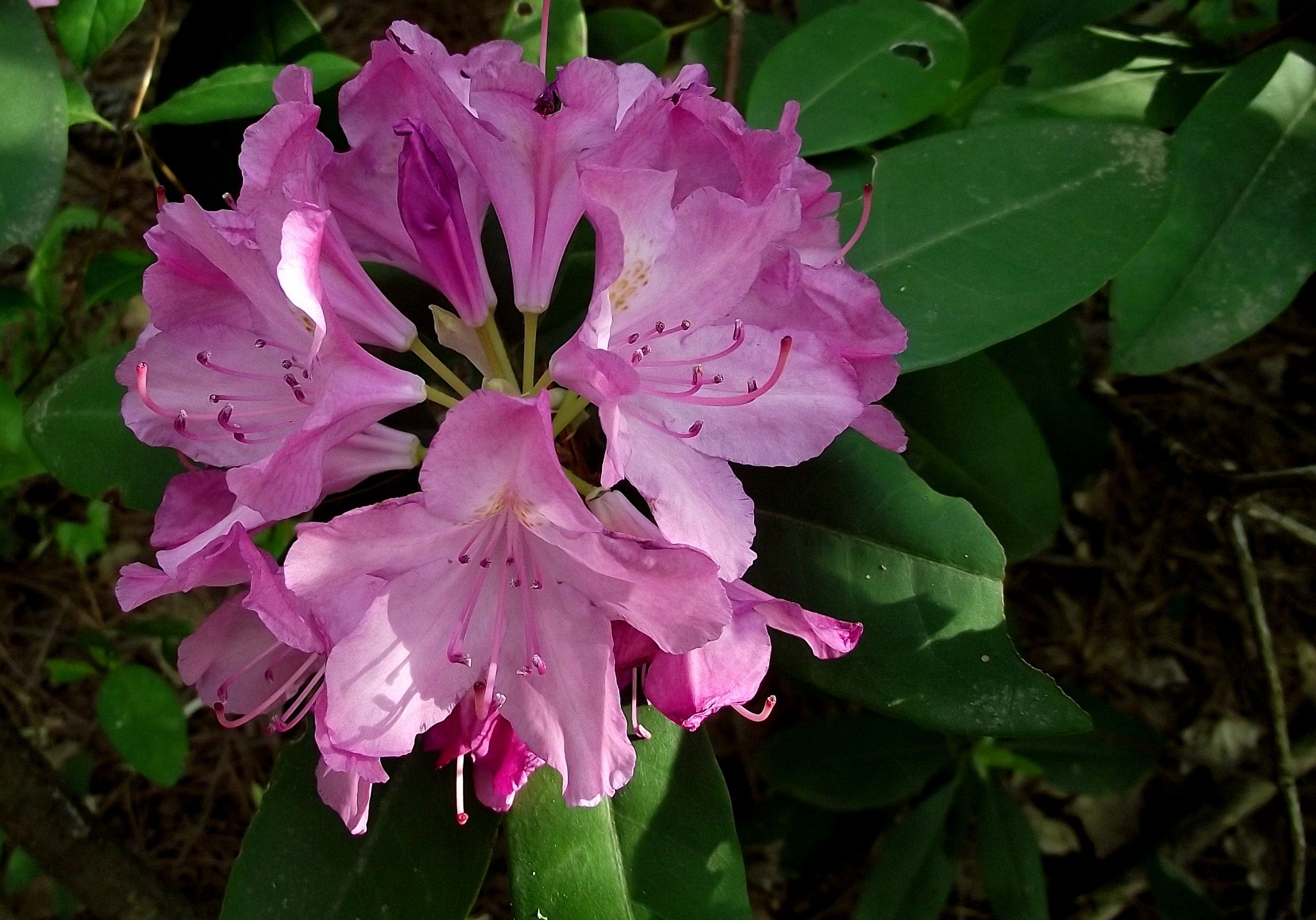
Detalle de la flor

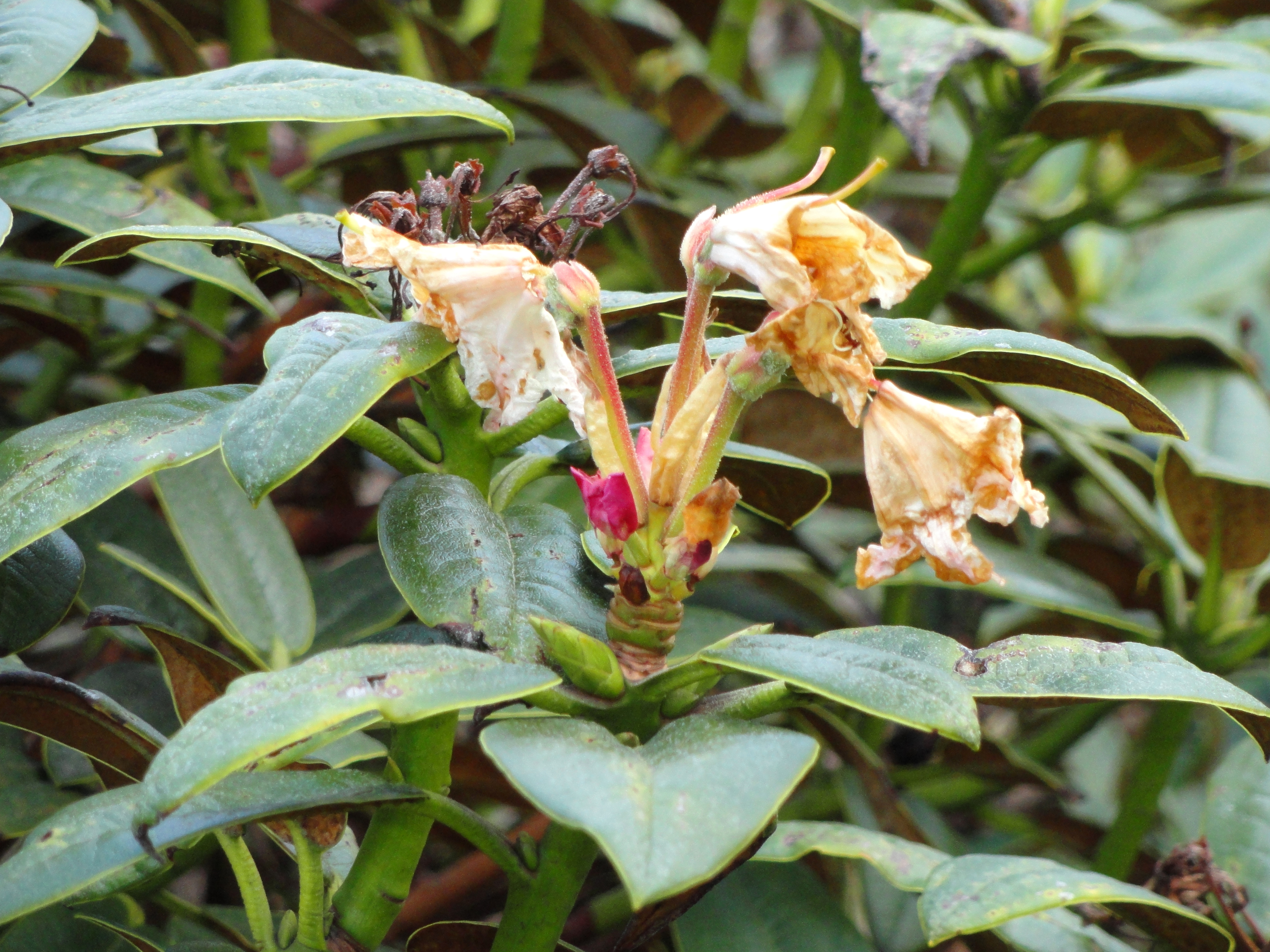
Vista de la planta

## Descripción
Es un arbusto que alcanza un tamaño de 1–2,5 m de altura, con hojas coriáceas que son lanceoladas a oblongo-lanceoladas, de 6–12 por 2–4 cm de tamaño. Las flores son de color blanco a rosa, con puntos.

## Taxonomía
Rhododendron adenogynum fue descrita por Friedrich Ludwig Emil Diels y publicado en Notes from the Royal Botanic Garden, Edinburgh 5(25): 216. 1912.
Etimología
Rhododendron: nombre genérico que deriva de las palabras griegas ῥόδον, rhodon = "rosa" y δένδρον, dendron = "árbol".
adenogynum: epíteto latino que significa "con ovario pegajoso".
Sinonimia
- Rhododendron adenophorum Balf. f. & W.W. Sm.[3]